# Młynowiec
Młynowiec (deutsch Mühlbach) ist ein Dorf im Powiat Kłodzki in der Woiwodschaft Niederschlesien in Polen. Es gehört zur Stadt- und Landgemeinde Stronie Śląskie, von deren Hauptort es drei Kilometer südöstlich entfernt ist. 

## Geographie und Klima
Młynowiec liegt im Südosten des Glatzer Kessels am Nordwestabhang des Bielengebirges [polnisch Góry Bialskie]. Nachbarorte sind Goszów (Gompersdorf) im Norden, Bolesławów (Wilhelmsthal) und Kletno (Klessengrund) im Südwesten, Stara Morawa (Alt Mohrau) im Westen und Stronie Śląskie (Seitenberg) im Nordwesten. Es ist Ausgangspunkt für Wanderungen auf den 1083 m hohen Schwarzen Berg (Czernica).

## Geschichte
Mühlbach wurde 1580 angelegt und anfänglich auch als „Buchdörfel“ bezeichnet. Es lag im  Landecker Distrikt und gehörte zur Grafschaft Glatz. Als königliches Gut war es im Besitz der Böhmischen Kammer. Diese verkaufte Mühlbach 1684 zusammen mit anderen Glatzer Kammerdörfern dem Glatzer Landeshauptmann Michael Wenzel von Althann. Er bildete aus den erworbenen Dorfschaften die Herrschaft Seitenberg. 
Nach dem Ersten Schlesischen Krieg 1742 und endgültig mit dem Hubertusburger Frieden 1763 fiel Mühlbach zusammen mit der Grafschaft Glatz an Preußen. Nach der Neugliederung Preußens gehörte es ab 1815 zur Provinz Schlesien und war zunächst dem Landkreis Glatz und ab 1818 dem Landkreis Habelschwerdt eingegliedert, mit dem es bis 1945 verbunden blieb. Seit 1874 gehörte die Landgemeinde Mühlbach zum Amtsbezirk Seitendorf. 1939 wurden 150 Einwohner gezählt. 
Als Folge des Zweiten Weltkriegs fiel Mühlbach 1945 an Polen und wurde in Młynowiec umbenannt. Die deutsche Bevölkerung wurde 1946 vertrieben. Die neu angesiedelten Bewohner waren zum Teil Vertriebene aus Ostpolen, das an die Sowjetunion gefallen war. Da viele der Bewohner den Ort wegen der abgelegenen Lage wieder verließen, ging die Zahl der Einwohner deutlich zurück und betrug in den 1990er Jahren rund 20 % der Einwohnerzahl von 1939. Dadurch wurden zahlreiche Häuser dem Verfall preisgegeben. In den Jahren 1975–1998 gehörte Młynowiec zur Woiwodschaft Wałbrzych (Waldenburg). Seit der politischen Wende von 1989 nimmt die touristische Bedeutung von Młynowiec zu.

### Kolonie Pfaffensteig
Die „Kolonie Pfaffensteig“ (Popków) wurde vermutlich Anfang des 17. Jahrhunderts angelegt und bildete mit Mühlbach eine Dorfgemeinde. Nach dem Zweiten Weltkrieg wurde sie nur schwach besiedelt, so dass die meisten Häuser verfielen. Die letzten Einwohner verließen in den 1980er Jahren den Ort.

## Sehenswürdigkeiten
- Wegkapellen und andere Bildstöcke.